# 陳宏宗
陳宏宗（1927年—），台灣台中人，為台灣著名武術家。他師承白鶴拳，具備劍道3段、柔道3段、空手道9段、杖道5段的資格，他與淺井哲彥一同推動空手道，是空手道運動在台灣最早的推動者。現為中華民國空手道連盟首席師範。

## 經歷
陳宏宗生於台中市，在日治時期，畢業於台中師範學校。自幼對於武術很有興趣，跟隨名師林元龍學習白鶴拳。二戰後，跟隨前中央國術館副館長陳泮嶺學習國術兩年。
1961年，淺井哲彥至台灣，欲推廣空手道。陳宏宗受其師林元龍之命，與淺井哲彥過招，雙方對於對方的武藝皆極為欣賞，於是成為好友。陳宏宗跟隨淺井哲彥學習松濤館流空手道，淺井哲彥也將白鶴拳的套路，加入松濤館流之中，形成獨特的淺井流空手道。
1964年，淺井哲彥與陳宏宗，開始在台中推廣松濤館流空手道，成立了台中市體育會空手道委員會。此後逐漸將空手道運動推廣到台灣各地。之後以台北民生社區為中心推廣空手道。

## 外部連結
- 陳宏宗先生介紹（日文）